# Lastva Grbaljska
Lastva Grbaljska este un sat din comuna Kotor, Muntenegru. Conform datelor de la recensământul din 2003, localitatea are 428 de locuitori (la recensământul din 1991 erau 364 de locuitori).

## Demografie
În satul Lastva Grbaljska locuiesc 318 persoane adulte, iar vârsta medie a populației este de 38,5 de ani (38,3 la bărbați și 38,6 la femei). În localitate sunt 119 gospodării, iar numărul mediu de membri în gospodărie este de 3,60.
Populația localității este foarte eterogenă.
|  |

| Demografie | Demografie | Demografie |
| An         | Locuitori  | Locuitori  |
| ---------- | ---------- | ---------- |
|            |            |            |
|            |            |            |
|            |            |            |
|            |            |            |
| 1948       | 182        |            |
| 1953       | 183        |            |
| 1961       | 161        |            |
| 1971       | 194        |            |
| 1981       | 371        |            |
| 1991       | 364        | 358        |
| 2003       | 431        | 428        |

| \| Componența etnică conform recensământului din 2003[2] \| Componența etnică conform recensământului din 2003[2] \| Componența etnică conform recensământului din 2003[2] \| Componența etnică conform recensământului din 2003[2] \| Componența etnică conform recensământului din 2003[2] \| \| ----------------------------------------------------- \| ----------------------------------------------------- \| ----------------------------------------------------- \| ----------------------------------------------------- \| ----------------------------------------------------- \| \| \| \| \| \| \| \| Sârbi \| Sârbi \| \| 256 \| 59,81% \| \| Muntenegreni \| Muntenegreni \| \| 145 \| 33,87% \| \| Iugoslavi \| Iugoslavi \| \| 2 \| 0,46% \| \| Croați \| Croați \| \| 1 \| 0,23% \| \| Sloveni \| Sloveni \| \| 1 \| 0,23% \| \| Macedoneni \| Macedoneni \| \| 1 \| 0,23% \| \| necunoscută \| necunoscută \| \| 3 \| 0,7% \| |              |  |     |        |
| Componența etnică conform recensământului din 2003 |              |  |     |        |
| |              |  |     |        |
| Sârbi | Sârbi        |  | 256 | 59,81% |
| Muntenegreni | Muntenegreni |  | 145 | 33,87% |
| Iugoslavi | Iugoslavi    |  | 2   | 0,46%  |
| Croați | Croați       |  | 1   | 0,23%  |
| Sloveni | Sloveni      |  | 1   | 0,23%  |
| Macedoneni | Macedoneni   |  | 1   | 0,23%  |
| necunoscută | necunoscută  |  | 3   | 0,7%   |